# PRIMARY COLOR
『PRYMARY COLOR』（プライメリー・カラー）は、チューリップの通算19枚目のアルバム。1987年6月1日発売。

## 解説
ひたすら分厚くなる一方だった音を削ぎ落としつつ、都会的な部分を残すことで洗練したバンドサウンドを目指したアルバム。
そのため、バンドとしての原点回帰である一方で、第1期中盤のアルバム『MELODY』に似た雰囲気も漂っている。
前年10月のレコード会社移籍により、TRIADレーベルから発表した最初のアルバムとなる。
また、4月に新メンバーとして高橋裕幸が加入したが、7月には松本淳が脱退しており、その間の短い5人体制の期間に制作されたアルバムとなる。
ジャケットは財津、宮城、丹野義昭が新メンバー高橋に出会う一方で、松本が一人背を向けて立ち去るかのような写真であり、アルバム発売直後の松本脱退を暗示していた。
高橋加入前はギタリストの新メンバーを募集していたが、結局加入はなく、解散発表の頃まで小林涼が帯同した。また、松本脱退に伴いドラマー不在となったため、上野義雄や大久保敦夫などのセッションドラマーを起用することとなった。

## 収録曲
SIDE 1
1. わがままお嬢さん
  - 作詞／作曲：財津和夫　編曲：チューリップ　ボーカル：財津和夫
  - 女性に弱い男性という内容の歌詞で、財津自身気に入っている歌詞として挙げている。
2. 愛になりたい
  - 作詞／作曲：財津和夫　編曲：チューリップ　ボーカル：財津和夫
  - 先行シングル『モーニング・スコール』のカップリングとして発売されていた楽曲で、同一テイクが収録されている。
3. 危険なEMOTION
  - 作詞／作曲：松本淳　編曲：チューリップ　ボーカル：高橋裕幸
  - 高橋がチューリップで初めてボーカルを務めた楽曲。
4. モーニング・スコール
  - 作詞／作曲：財津和夫　編曲：チューリップ　ボーカル：財津和夫
  - 先行シングルとして発売された楽曲で、同一テイクが収録されている。  
詳しくはシングルのページを参照。
5. 2015年世界旅行
  - 作詞／作曲：財津和夫　編曲：チューリップ　ボーカル：財津和夫
  - ビートルズの楽曲の財津版といった内容の歌詞。
  - 発表直後のツアーやイベントでは、コーダ部分でテンポが上がり、ロックンロール調になるバージョンを披露していた。
  - 2012年の40周年ツアーでは久々に候補曲に挙がり、リハーサルまで行われていたが、ツアー本番では演奏されなかった。

SIDE 2
1. CHANGE ~I Love You
  - 作詞：宮城伸一郎／作曲：丹野義昭　編曲：チューリップ　ボーカル：丹野義昭
2. 「Blue」
  - 作詞／作曲：財津和夫　編曲：チューリップ　ボーカル：財津和夫
  - 青空と悲しみという、財津にとっての永遠のテーマが歌われている。
3. 夜明けのベイ・シティ
  - 作詞／作曲：宮城伸一郎　編曲：チューリップ　ボーカル：宮城伸一郎
4. 夏の女神
  - 作詞：宮城伸一郎／作曲：宮城伸一郎・財津和夫　編曲：チューリップ　ボーカル：宮城伸一郎
5. Primary Color
  - 作詞／作曲：財津和夫　編曲：チューリップ　ボーカル：財津和夫・高橋裕幸
  - シングル『抱きあって』のカップリングとして発売された楽曲で、同一テイクが収録されている。  
詳しくはシングルのページを参照。

## クレジット
TULIP:
Kazuo Zaitsu・Keyboards and Vocals,
Shinichiro Miyagi・Bass and Vocals,
Jun Matsumoto・Drums and Vocals,
Yoshiaki Tanno・Keyboards and Vocals,
Hiroyuki Takahashi・Vocals.
with additional musicians:
Mitsuo Matsumoto・Guitar,
Masaki Suzukawa・Guitar,
Shoji Haruna・Saxophone.
PRODUCED by TULIP
Directed by Ken Okada(TRIAD) and Yoshiaki Tanno(Cricket)
Enginnered by Kiyoshi Okabe(Wonder Station)
Synthesizer Programmed and Operated by Masao Sawamura, Eishi Segawa, Toshifumi Shibata
Executive Producer・Tsuneo Iizuka(TRIAD)
Artist Management・Cricket
Art Direction and Designed by Takeharu Tanaka(soap)
Photography by Yorihito Yamaguchi
Stylist・Rieko Iijima
Hair and Make-up・Kenichi Takesako(drop)
I DEDICATE THIS RECORD TO THE COLOR PAINT WHICH MAKES US JOYFUL.